# Acia
Acia  (лат.) — род цикадок из отряда Полужесткокрылых. Такое же родовое имя носит гриб Acia из класса Agaricomycetes (порядок Polyporales).

## Описание
Цикадки длиной около 4 мм. Темя посредине значительно длиннее, чем у глаз, заметно выдаётся вперёд. Переднеспинка длиннее скутеллюма. Более 30 видов, главным образом в Ориентальной и Эфиопской областях.
- Acia olivacea Anufr.